# Червоний Поділ (Миколаївський район)
Червоний Поді́л — село в Україні, у Березанській селищній громаді Миколаївського району Миколаївської області. Населення становить 26 осіб.

## Назва
Село було засноване переселенцями з Поділля, звідки й пішла назва.